# Marie-Antoinette, correspondance (1770-1793)
Marie-Antoinette, correspondance (1770-1793) est un livre dans lequel figurent les lettres écrites par Marie-Antoinette d'Autriche pendant 23 ans. Ce livre est écrit en 2005 par Évelyne Lever.

## Lettres présentes dans cet ouvrage
- Correspondance entre Marie-Antoinette d'Autriche et Marie-Thérèse d'Autriche (1717-1780) avec des fragments des lettres de Florimond de Mercy-Argenteau ;
- Correspondance entre Marie-Antoinette d'Autriche et ses frères Joseph II (empereur des Romains) et Léopold II (empereur des Romains) ;
- Correspondance entre Marie-Antoinette d'Autriche, Antoine Barnave et  Axel de Fersen ;
- Lettres amicales entre Marie-Antoinette d'Autriche, Gustave III et les deux princesses Charlotte de Hesse-Darmstadt et Louise de Hesse-Darmstadt[2].